# LMG 80-DEH2
LMG 80-DEH2 bezeichnet einen Schiffstyp von Doppelendfähren. Von dem Schiffstyp wurden zwei Einheiten für die norwegische Reederei Norled gebaut.

## Geschichte
Die im März 2019 bestellten Fähren wurden auf der norwegischen Werft Westcon Yard in Ølensvåg unter den Baunummern 37 und 38 gebaut. Die Rümpfe wurden von der türkischen Werft Norse Çelik in Gebze zugeliefert. Sie entstanden unter den Baunummern NB13 und NB14.
Die im April bzw. Juni 2021 abgelieferten Fähren verkehren zwischen Hjelmeland, Nesvik und Skipavik über Hjelmelands- und Ombofjord. Sie ersetzen die zuvor hier eingesetzten Fähren Sigrid und Hjelmeland.
Die Hydra wurde 2021 von der norwegischen Fachzeitschrift Skipsrevyen mit dem „Ship of the Year Award“ ausgezeichnet. Mit der Auszeichnung wurden in erster Linie die technische Innovation mit Blick auf den Wasserstoffantrieb und die Energieeffizienz der Fähre gewürdigt. Die mit der Hydra gewonnenen Erfahrungen können später auf andere Projekte übertragen werden. Im Mai 2022 wurde die Hydra auf der Shippax Ferry Conference mit dem „Shippax Award 2022“ in der Rubrik „Lifeline Ferry Technology & Environment“ ausgezeichnet.

## Beschreibung
Die Fähren sind mit hybriden Antriebssystemen ausgestattet. Beide Schiffe werden von zwei permanenterregten Gleichstrommotoren mit jeweils 960 kW Leistung angetrieben, die auf jeweils eine Schottel-Propellergondel an den beiden Enden der Fähren wirken. Für die Stromversorgung der Motoren stehen Akkumulatoren mit einer Kapazität von 1582 kWh zur Verfügung. Die Akkumulatoren können an den Anlegern geladen werden. Zusätzlich sind die Fähren mit zwei von Scania-Dieselmotoren des Typs DI16 075M mit jeweils 480 kW Leistung angetriebene Stamford-Generatoren ausgestattet. Die Dieselmotoren können mit Biodiesel betrieben werden. Zunächst ist bei den Fähren noch die Nutzung des dieselelektrischen Antriebs nötig, da die Infrastruktur zum Aufladen der Akkumulatoren an den Anlegern noch nicht vollständig errichtet ist.
Die Nesvik kann elektrisch oder dieselelektrisch angetrieben werden. Sie ist für die Umrüstung auf Brennstoffzellen vorbereitet. Geplant ist hier die Verwendung von komprimiertem Wasserstoff. Bei der Hydra werden die Elektromotoren anfangs aus den Akkumulatoren gespeist. Sie wird im Winter 2021/22 mit zwei mit flüssigem Wasserstoff betriebenen Brennstoffzellen mit je 200 kW Leistung ausgestattet. Diese laden dann kontinuierlich die Akkumulatoren an Bord. Die Brennstoffzellen und der Wasserstofftank werden oberhalb des Fahrzeugdecks installiert. Dies minimiert das Risiko im Fall einer Leckage, da der Wasserstoff dann in die Umgebungsluft entweichen kann. Die Fähre soll zu mindestens 50 % von den Brennstoffzellen versorgt werden. Die Dieselgeneratoren dienen bei der Hydra dann in erster Linie der Ausfallsicherheit. Die Infrastruktur für die Versorgung mit Wasserstoff wird in Hjelmeland errichtet.
Für die etwa 15-minütige Querung des Fjords werden etwa 120 kWh Energie benötigt.
Die elektrischen bzw. wasserstoffbetriebenen Antriebe der Schiffe dienen der Verringerung der Emissionen von Treibhausgasen sowie Luftschadstoffen. Die Ausrüstung der Hydra mit Brennstoffzellen dient auch dem Test dieses Antriebstyps als Schiffsantrieb.
Die Fähren verfügen über ein durchlaufendes Fahrzeugdeck mit fünf Fahrspuren, das über Rampen von beiden Enden zugänglich ist. Das Fahrzeugdeck ist im mittleren Bereich überbaut. Hier ist unter anderem das Steuerhaus angeordnet. Der Aufenthaltsbereich für die Passagiere befindet sich unterhalb des Fahrzeugdecks. Die Fähren können 80 Pkw befördern. Sie sind für 300 Personen zugelassen. Die Besatzung besteht aus acht Personen.

## Schiffe
| LMG 80-DEH2 | LMG 80-DEH2 | LMG 80-DEH2 | LMG 80-DEH2                                     |
| Bauname     | Baunummer   | IMO-Nummer  | Kiellegung Stapellauf Fertigstellung            |
| ----------- | ----------- | ----------- | ----------------------------------------------- |
| Nesvik      | 37          | 9887528     | 31. Oktober 2019 23. Juli 2020 8. April 2021    |
| Hydra       | 38          | 9887530     | 31. Oktober 2019 6. November 2020 25. Juni 2021 |

Die Fähren fahren unter der Flagge Norwegens. Heimathafen ist Stavanger.